# الرومانسية وعلاقتها بالثورة الفرنسية
ظهرت الرومانسية في النصف الثاني من القرن الثامن عشر وتزامنت مع بداية الثورة الفرنسية. استمرت الرومانسية في التطور كردة فعل على آثار التحول الاجتماعي الناجم عن الثورة، وهناك العديد من العلامات على هذه الآثار في الأدب الرومانسي. يمكن القول أن الرومانسية نشأت ردة فعل على الثورة الفرنسية بواسطة دراسة الجوانب التي أثرت بها الثورة في الأدب. بدلًا من البحث عن القواعد التي تحكم الطبيعة والبشر، بحث الشعراء الرومانسيون عن اتصال مباشر مع الطبيعة واعتبروا البشر أفرادًا مميزين لا يخضعون للقواعد العلمية.

## آثار الثورة الفرنسية
لعبت الثورة الفرنسية دورًا كبيرًا في التأثير على الكتاب الرومانسيين. ومع بدء الثورة، انهارت الملكية التي حكمت فرنسا قرونًا في غضون ثلاث سنوات فقط. وأدى ذلك إلى تحول كامل في المجتمع. كان أغلبية السكان مؤيدين لإسقاط الحكم الملكي لأن الطبقة العاملة عانت القمع سنوات عديدة. يقول ألبرت هانكوك في كتاب الثورة الفرنسية والشعراء الإنجليز: دراسة في النقد التاريخي «جاءت الثورة الفرنسية، وجلبت معها الوعد بيوم أكثر إشراقًا، ووعد الإنسان المجدد والأرض المجددة. وقد أشاد به المظلومون، ومحبو الإنسانية المتحمسون، والشعراء الذين تتمثل مهمتهم في التعبير عن الروح الإنسانية». ومن المواضيع المشتركة بين بعض الشعراء الرومانسيين المشهورين هو قبولهم وموافقتهم على الثورة الفرنسية. كان ويليام وردزورث وصاموئيل تايلور كولريدج واللورد بايرون وبيرسي شيلي يشتركون في نظرتهم تجاه الثورة الفرنسية بوصفها بداية التغيير في وضع المجتمع والمساعدة على تحسين حياة المظلومين. أثرت الثورة الفرنسية كثيرًا في العديد من الكتاب آنذاك بسبب تغييرها لحياة الشعب الفرنسي بأكمله وحياة الكثيرين في القارة الناتجة من تعديلاتها الجذرية على الإصلاح الاجتماعي. كتب هانكوك: «لا حاجة إلى السرد المطول عن كون الثورة الفرنسية في نهاية القرن الماضي الحافز الكبير للحياة الفكرية والعاطفية في العالم المتحضر، وكيف بدأت بإلهام جميع الرجال المحبين للحرية بالأمل والفرح». بدأ الأدب يأخذ منعطفًا جديدًا عندما اشتعلت روح الثورة لدى الأمة بأكملها. الحرية التي اكتسبها الناس حديثًا لم تجلب فقط القانون والحياة الكريمة فحسب، بل منحت عامة الناس حرية التفكير بالذات، ومن ثم حرية التعبير عن أنفسهم. امتلك كتاب ذلك الوقت روحًا ثورية وكانوا مليئين بالأفكار الإبداعية ومنتظرين الفرصة لإطلاق العنان لها. بموجب القوانين الجديدة، منح الكتاب والفنانون قدرًا كبيرا من الحرية في التعبير عن أنفسهم، ما مهد الطريق إلى منح الأدب مزيدًا من التقدير.
كانت القصائد والمواضيع الأدبية تكتب عادةً عن الأرستقراطيين ورجال الدين قبل الثورة الفرنسية، ونادرًا ما كانت تكتب عن الطبقة العاملة. تغيرت هذه الحقيقة عندما بدأت أدوار المجتمع في التحول لمواكبة الثورة الفرنسية، إذ بدأ الشعراء الرومانسيون مثل وردزورث وكولريدج وبايرون وشيلي بكتابة قصائد عن الرجل العامل ومناقشة أحواله، وعُد هذا الموضوع مهمًا لعامة الشعب. ويقول كريستنسن: «للحصول على المبدأ الحقيقي المحرك للحركة الرومانسية، يجب على المرء ألا يدرسها استقرائيًا أو تجريديًا، بل يجب أن ينظر إليها تاريخيًا، مع وضع المعايير الأدبية للقرن الثامن عشر بجانبها، إذ تفرض هذه المعايير قيودًا على المجالات الفردوسية للشعر، ينبغي للشعر أن يقتصر على التجربة المشتركة بين العامة. تعني الحركة الرومانسية ثورة مجموعة من الشعراء المعاصرين الذين تجاوزوا المعايير المشتركة والعقائدية ليكتبوا فرادى كما يحلو لهم. لا توجد مبادئ شاملة ومشتركة للجميع باستثناء مبادئ الفردية والثورة». مع أن الشعراء المذكورين سابقًا -وردزورث وكولريدج وبايرون وشيلي- يشتركون جميعًا في الموافقة على الثورة الفرنسية، كان لكل واحد منهم أفكاره الخاصة فيما يتعلق بالثورة، التي بدورها كونت عملهم بشكل ملحوظ، ويمكن رؤية ذلك من خلال تحليل بعض أعمالهم.
قبل الثورة الفرنسية، كانت القصائد والأدب تُكتب عادةً عن الأرستقراطيين ورجال الدين، ونادرًا ما تُكتب للعمال أو عنهم. ومع ذلك، عندما بدأت أدوار المجتمع في التحول نتيجة الثورة الفرنسية، ومع ظهور الكتاب الرومانسيين، تغير الأمر. بدأ الشعراء الرومانسيون مثل وردزورث وكولريدج وبايرون وشيللي بكتابة أعمال للعمال وعنه؛ أعمال يمكن أن يرتبط بها الرجل العادي. وفقًا لكريستنسن: «للحصول على مبدأ التحريك الحقيقي للحركة الرومانسية، يجب على المرء ألا يدرسها بشكل استقرائي أو مجرد؛ بل يجب أن ينظر إليها تاريخيًا. يجب وضعها بجانب المعايير الأدبية للقرن الثامن عشر. هذه المعايير تفرض قيودًا على حقول الشعر الإليزية؛ يجب أن يقتصر الشعر على التجربة المشتركة للرجال العاديين... ثم تعني الحركة الرومانسية ثورة مجموعة من الشعراء المعاصرين الذين كتبوا، ليس وفقًا لمعايير عامة وعقائدية، ولكن كما يرضون بشكل فردي... لا توجد مبادئ شاملة ومشتركة للجميع باستثناء مبادئ الفردية والثورة».